# Triumph Street Twin
La Triumph Street Twin è una motocicletta di grossa cilindrata (900 cm³) prodotta dalla casa motociclistica inglese Triumph dal 2016.

## Descrizione

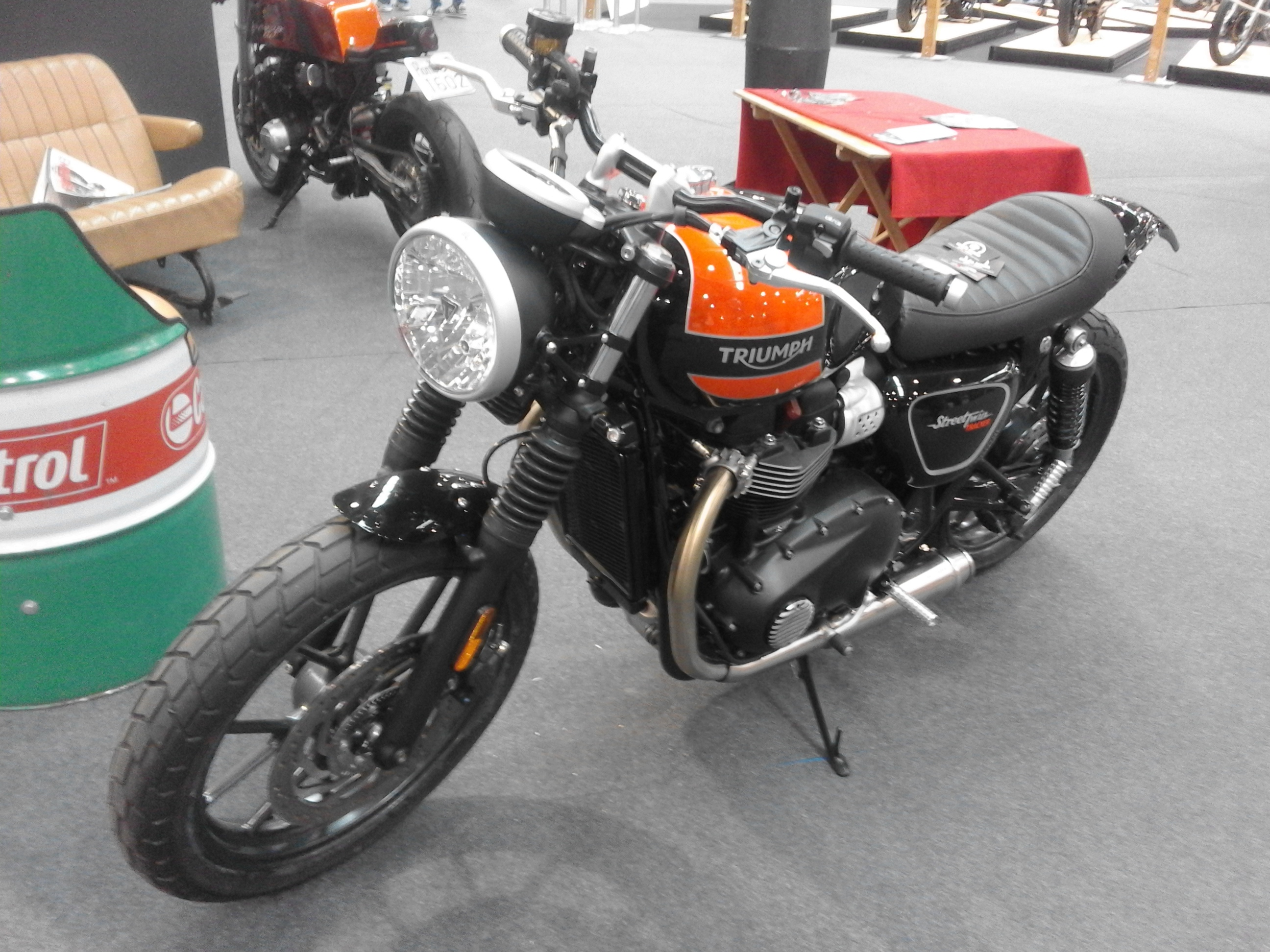
Street Twin

La Street Twin è stata presentata il 28 ottobre 2015 dopo quattro anni di progettazione e sviluppo, venendo assemblata a Chonburi in Tailandia.
La moto monta un motore a due cilindri in linea dalla cilindrata di 900 cm³ a quattro tempi dotato di sistema di raffreddamento a liquido, alimentato da un sistema ad iniezione elettronica multipoint, che produce una potenza massima di 55 CV a 5900 giri/min ed eroga una coppia di 80 Nm a 3230 giri/min, che viene gestito da un cambio a 5 rapporti ad innesti frontali.
Costruita su di un telaio in acciaio, monta all'avantreno una forcella telescopica da 41 mm protetta da soffietti e al retrotreno un forcellone bibraccio. Il sistema frenante Nissin si compone all'anteriore da un impianto a disco singolo da 310 mm con pinza flottante a due pistoncini, mentre al posteriore da un disco singolo da 255 mm sempre con pinza flottante a due pistoncini; entrambi hanno l'ABS di serie.
Nell'ottobre 2018 ad Intermot, viene presentata una versione aggiornata sia nella ciclistica che nella meccanica: il propulsore ha ricevuto un aggiornamento che ne ha aumentato la potenza, passando da 55 a 65 CV.